# Spaanse legislatuur VIII
De Spaanse legislatuur VIII is in de Spaanse politiek de periode van 2 april 2004 tot en met 31 maart 2008. Tijdens deze legislatuur was José Luis Rodríguez Zapatero voor het eerst premier van Spanje, en zijn socialistische arbeiderspartij, de PSOE, was in het Congres van Afgevaardigden (het Spaanse lagerhuis) de grootste partij. Belangrijke gebeurtenissen uit deze legislatuur zijn de verkiezingen in 2004 die gemarkeerd werden door de terroristische aanslagen in Madrid van 11 maart, en de terugtrekking van de Spaanse troepen uit Irak. Ook zijn er op sociaal vlak veel progressieve veranderingen doorgevoerd, zoals de invoering van het homohuwelijk.

## Machtsverhoudingen

### Cortes Generales
De parlementsverkiezingen die de machtsverhoudingen tijdens de achtste legislatuur zouden bepalen, werden gewonnen door de socialistische arbeiderspartij PSOE. De zetelverdeling in het Congres van Afgevaardigden (het lagerhuis) en de Senaat waren als volgt:
| Kamer   | PSOE | PP  | CiU | PNV | ERC   | IU  | BNG | CC | CHA | EA | NaBai | Totaal |
| ------- | ---- | --- | --- | --- | ----- | --- | --- | -- | --- | -- | ----- | ------ |
| Congres | 164* | 148 | 10  | 7   | 8     | 5** | 2   | 3  | 1   | 1  | 1     | 350    |
| Senaat  | 96   | 126 | 6   | 7   | 16*** | 2   | 1   | 4  | 1   | -  | -     | 264    |

** Inclusief ICV

Hoewel oppositiepartij PP in de senaat de grootste was, had zij daar geen meerderheid. Door het zoeken van gelegenheidscoalities verlette dit de PSOE dus niet om te regeren.

### Ministerraad
José Luis Rodríguez Zapatero nam als leider van de PSOE na de winst van de verkiezingen in 2004 het premierschap op zich. Hij benoemde evenveel mannelijke als vrouwelijke ministers, en vervulde zo een symbolische verkiezingsbelofte.

## Verloop

### Verkiezingen van 2004
De verkiezingen voorafgaand aan de achtste legislatuur werden overschaduwd door terroristische aanslagen op 11 maart 2004 op meerdere voorstadtreinen in Madrid en het Madrileense station Atocha tijdens de verkiezingscampagne. Voor deze aanslagen stond de conservatieve partij, de PP onder leiding van Mariano Rajoy Brey, als winnaar in de opiniepeilingen. Omdat aftredend premier José María Aznar, van dezelfde partij, de Baskische afscheidingsbeweging ETA onmiddellijk als schuldige van de aanslagen aanwees, en hier ongelijk in bleek te hebben (na een paar dagen bleek dat de aanslagen waren gepleegd door de moslimfundamentalistische terreurorganisatie Al Qaida), werd er tijdens de verkiezingen van 14 maart massaal gestemd op de socialistische arbeiderspartij PSOE, onder leiding van José Luis Rodríguez Zapatero, die daardoor die verkiezingen won.

### Inauguratie Cortes Generales en regering
Op 2 april 2004 werden de nieuwe volksvertegenwoordigers in de Cortes Generales ingezworen, waarmee de achtste legislatuur een feit was. Twee weken later, op 17 april aanvaardde José Luis Zapatero het ambt van Presidente del Gobierno, oftewel premier.

### 2004
- April: de dag na zijn inauguratie kondigt Zapatero het vertrek van de Spaanse troepen uit Irak aan, wat de toon zou zetten in zijn relatie met bondgenoot de Verenigde Staten en in het bijzonder met president George W. Bush, die tegen Zapatero zegt zeer teleurgesteld te zijn in hem.
- Andere belangrijke beslissingen van de regering in 2004 zijn het uitstellen van het deels verleggen van de rivier de Ebro, al jaren een heet hangijzer in de Spaanse politiek, en het uitvaardigen van de eerste wetten tegen 'machistisch geweld' die een einde moeten maken aan het geweld tegen vrouwen.

### 2005
- Februari - mei: de regering verleent een generaal pardon aan 580.000 illegalen, die aan konden tonen sinds langer dan 6 maanden in Spanje te verblijven, geen criminele antecedenten te hebben en over een vast arbeidscontract beschikken. Zij krijgen een verblijfsvergunning.
- April: het Congres van Afgevaardigden keurt de divorcio exprés, 'express scheiding', goed. Er kan voortaan gescheiden worden na drie maanden huwelijk, zonder redenen te overleggen en zonder voorafgaande scheiding van tafel en bed.
- Juni: invoering van het homohuwelijk in Spanje. Hiermee is Spanje het derde land ter wereld waar het burgerlijk huwelijk open werd gesteld voor personen van hetzelfde geslacht.

### 2006
- 1 januari: een uitgebreid rookverbod wordt van kracht. Het is voortaan verboden te roken op de werkplek. In eerste instantie ging het om een zeer strenge tabakswet die ook het roken in de horeca verbood, maar dit is later weer teruggedraaid.
- Februari: invoering van de Ley de la Reproducción Asistida. De werd keurt het gebruik van embryonale cellen om familieleden te helpen goed en staat stamcelonderzoek toe.
- Maart: herziening van het belastingstelsel. De inkomensbelastingen gaan omlaag, er komen meer aftrekposten en voor het eerst sinds de invoering van de democratie gaat ook de belasting voor bedrijven omlaag. Op 24 maart 2006 kondigt de Baskische afscheidingsbeweging ETA een definitief staakt-het-vuren af. Voor het eerst gaat een Spaanse regering onderhandelingen met de terreurbeweging aan, met als doel de opheffing van de groep. Hiervoor krijgt Zapatero veel kritiek, met name van de Partido Popular.
- April: invoering van een nieuwe onderwijswet, waarin de behandelde stof op school wordt gemoderniseerd.
- Juli: invoering van het puntenrijbewijs.
- December: invoering van de Ley de Dependencia, de 'Wet van Afhankelijkheid', die voorziet in steun aan mensen die een familielid onderhouden. Ook in december komen de onderhandelingen met ETA tot een einde, als ETA in december 2006 een bom laat ontploffen in een parkeergarage nabij terminal 4 van vliegveld Barajas van Madrid. Twee Ecuadoranen komen hierbij om, het staakt-het-vuren komt tot een eind en de regering zet voortaan alle middelen in om het einde van de terreurorganisatie te bereiken.

### 2007
- Maart: aanname van een wet over gelijkheid. Het vaderschapsverlof werd uitgebreid tot 15 dagen, er werd besloten tot de oprichting van een Ministerie van Gelijkheid, en partijen werden verplicht hun kieslijsten voor ten minste 40% uit vrouwen te laten bestaan.
- Juni: aanname van een wet aangaande biomedisch onderzoek, die de wet uit 2006 over stamcelonderzoek aanvult. Het is verboden mensen te klonen, maar het wordt toegestaan bepaalde weefsels te kweken en bepaalde ziektes te onderzoeken.
- Juli: aan de voorzieningen voor families die in maart aangenomen zijn voegt de regering de cheque-bebé toe: alle moeders van kinderen geboren na deze maand kregen €2.500 uitgekeerd. In 2010 zou deze toelage onder druk van de crisis weer verdwijnen. In juli verandert Zapatero ook zijn kabinet en benoemt 9 nieuwe ministers. Carme Chacón komt op de post van volkshuisvesting terecht.
- Oktober: aanname van de ''Ley de Memoria Histórica ("Wet op de historische herinnering"). Deze wet is sinds december van dat jaar van kracht, en erkent alle slachtoffers die gevallen zijn tijdens de Spaanse Burgeroorlog, ongeacht aan welke zijde ze vochten, en de daaropvolgende dictatuur van Franco. Ook verklaart de wet de franquistische rechtbanken en hun uitspraken illegaal.
- Het laatste belangrijke besluit dat Zapatero tijdens zijn eerste ambtstermijn nam was om alle Spanjaarden 400€ terug te geven op hun belastingaanslag. Deze maatregel werd in 2009, onder druk van de crisis, weer ingetrokken.

## Economie
Tijdens de achtste legislatuur groeit de Spaanse economie nog aanzienlijk sneller dan die van de Europese buurlanden. De economische crisis die in 2007 uitbreekt is nog ver, en de hulp die het land ontvangt van de Europese Unie wordt afgebouwd ten gunste van de recentelijk bij de EU aangesloten landen in Centraal-Europa.
Een van de verkiezingsbeloftes van de PSOE was het budget voor Onderzoek & Ontwikkeling jaarlijks met 25% te vergroten tijdens de vier jaar die de legislatuur duurt. Een andere verkiezingsbelofte was het verhogen van het minimumloon, dat bij aantreden van de regering op 460 € per maand lag, een van de laagste van de EU. In 2005 wordt het mimimumloon opgetrokken tot 513 €, en aan het einde van de legislatuur is het omhooggetrokken tot 600 € maandelijks.
Constitutieve legislatuur (1977-1979) · I (1979-1982) · II (1982-1986) · III (1986-1989) · IV (1989-1993) · V (1993-1996) · VI (1996-2000) · VII (2000-2004) · VIII (2004-2008) · IX (2008-2011) · X (2011-2016) · XI (2016) · XII (2016-2019) · XIII (2019) · XIV (2019-2023) · XV (vanaf 2023)